# La Lande-Chasles
La Lande-Chasles é uma comuna francesa na região administrativa da Pays de la Loire, no departamento de Maine-et-Loire. Estende-se por uma área de 5,08 km². Em 2010 a comuna tinha 123 habitantes (densidade: 24,2 hab./km²).